# 達格莫
達格莫（Dagmor）是托爾金（J. R. R. Tolkien）奇幻小說的虛構武器；在《麗西安之歌》的《貝爾蘭沒落》中出現。
達格莫在辛達林語解作「黯影殺手」，是貝倫的配劍。在原作中，貝倫是一位戰士、安美迪爾的兒子，也是巴拉希爾家族的掌門人。
達格莫的威力不明，但使用此武器的貝倫的戰績不凡。

## 註腳
1. ↑  Tolkien（1990年），IV. The Lay of Leithian Recommenced - 3. Of Beren Son of Barahir & His Escape
2. ↑  . Elfdict.com.   [2019-10-15]. （原始内容存档于2019-10-15）.